# 제44회 인도 국제 영화제
제44회 인도 국제 영화제는 2013년 11월 20일에 열린 시상식이다.

## 수상 및 후보

### 작품상
- 베아트리즈'스 워 - 베티 레이스 외 1명 수상

### 감독상
- 아푸'즈 송 - 카우시크 간굴리 수상

### 여우주연상
- 은신 - 막달레나 복자스카 수상

### 남우주연상
- 어 플레이스 인 헤븐 - 아론 어바웃불 수상

### 심사위원특별상
- 도우 길디스트 디 이븐 - 오눌 언루 수상

### 국제 경쟁
- 어 플레이스 인 헤븐 - 요시 마드모니
- 브라더. 더 파이널 컨페션 - 빅토리아 트로피멘코
- 허쉬... 걸즈 돈 스크림 - 푸란 데라크샨데
- 은신 - 얀 키다바 블론스키
- 조이 - 엘리아스 지안나카키스
- 그렇게 아버지가 된다 - 고레에다 히로카즈
- 미팅즈 위드 어 영 포엣 - 루디 바리셸로
- 나의 달콤한 페퍼 랜드 - 이네 살림
- 제5계절 - 피터 브로센 외 1명
- 더 팔라완 스크립트 - 아우라에우스 솔리토
- 웨이팅 포 더 씨 - 바흐치야르 후도이나자로프
- 더 커핀 메이커 - 비나 박시

### 세계의 영화
- 더 돈 후안 - 이리 멘젤
- 어 맨즈 디자이어 포 어 피프스 와이프 - 세딕 아베디
- 약속 - 빠트리스 르꽁트
- 어 스트레인지 코스 오브 이벤츠 - 라파엘 나쟈리
- 어 스트레인저 - 보보 젤식
- 팔레르모의 결투 - 엠마 단테
- 애프터매스 - 브와디스와프 파시코브스키
- 비하인드 클로즈드 도어스 - 모하메드 아헤드 벤소우다
- 벨라 미아 - 마틴 두바
- 블락 12 - 키리아코스 토파리데스
- 셀레스철 와이브즈 오브 메도우 마리 - 알렉세이 페도르첸코
- 칩 스릴 - E.L. 카츠
- 써클즈 - 슬로단 고르보비치
- 클라이드 - 라미로 벨란저
- 딜리리엄 - 이보르 포돌착
- 듀얼 - 니크 가즈보다
- 더번 포이즌 - 앤드류 워스데일
- 포기브미 - 세밀 아가시코글루
- 가브리엘 - 루이즈 아샹보
- 고잉 어웨이 - 니콜 가르시아
- 하모니 레슨스 - 에미르 바이가진
- 홈랜드 - 모하메드 하미디
- 아이 엠 어 디렉터 - 하비에르 콜론
- 일루전 - 로랜드 레버
- 인 블룸 - 나나 에크브티미슈빌리
- 이츠 올 소 콰이어트 - 나누크 레오폴드
- 지미 P - 아르노 데스플레샹
- 진진 - 야마다 다이키
- 저스트 어 사이 - 제롬 보넬
- 레드 - 젤레나 바직 조시크
- 아파치 - 티에리 드 페레티
- 렛 미 서바이브 - 에두아르도 로소프
- 라이프 필스 굿 - 마시에이 피에프르지카
- 마루시아 - 에바 페볼로비치
- 미스터리 로드 - 아이반 센
- 닐 - 린톤 세마쥬
- 노 어텀, 노 스프링 - 이반 모라 만자노
- 퍼피 러브 - 델핀 리허리시
- 리딩 어코딩 투 저스티노 - 아날도 앤드레
- 구원자 - 파비오 그라사도니아 외 1명
- 뛰고 싶은 사라 - 클로에 로비샤드
- 셰임 - 유수프 라지코프
- 폭우 - 아냐 게바라 외 1명
- 호수의 이방인 - 알랭 기로디
- 수잔 - 카텔 퀼레베레
- 탕왕 - 콩데이 자투란라스미
- 애니멀 프로젝트 - 잉그리드 베닌거
- 더 비트 플레이어 - 제프리 제투리안
- 와콜다 - 루시아 푸엔조
- 더 라스트 플로어 - 타데우스 크롤
- 라스트 윈터 - 살렘 살라바티
- 안녕 계곡 - 타츠시 오모리
- 더 씨 - 알렉산드라 스트렐야나야
- 내 죽음의 이야기 - 알베르 세라
- 더 썸머 오브 플라잉 피쉬 - 마르셀라 세이드
- 월풀 - 보잔 버크 코소브세빅
- 쓰리 키즈 - 조나스 디 아데스키
- 경유 - 한나 에스피아
- 두 엄마 - 앤 조라 베라치드
- 바라: 축복 - 키엔체 노르부
- 비바 벨라루스! - 크리츠토프 루카체비츠
- 위 아 왓 위 아 - 짐 미클
- 사랑에 대해 이야기할 때 말하지 않는 것들 - 몰리 수리아
- 웬 데이 브레이크 - 고란 파스칼레비치

### 스케치 온 스크린
- 아스팔트 워치스 - 쉐인 에만 외 1명
- 좋은 날 - 돈 헤르츠펠트
- 자스민 - 알랭 우게토
- 리사 리모네 앤 마로크 오렌지, 어 래피드 러브 스토리 - 마이트 라스
- 오기와 바퀴벌레 - 올리비에 쟝 마리
- 사도(영어판) - 페르난도 코티조
- 더 아트 오브 해피니즈 - 알레산드로 락
- 티토와 함께 - 막스 안데르손 외 1명

### 아시아의 영혼
- 유령 - 빈센트 산도발
- 클로즈 업 - 압바스 키아로스타미
- 굿' 바이: Good & Bye - 타키타 요지로
- 페이스 커넥션스 - 판 나린
- 프리 맨 - 메멧 탄리세베르
- 마스터 오브 마스터즈: 오쇼 - 아제이 샤르마 외 1명
- 정원사 - 모흐센 마흐말바프
- 어떤 여인의 고백 - 아틱 라히미
- 낙타의 눈물 - 비암바수렌 다바아 외 1명

### 페스티벌 칼레이도스코프
- 돌이킬 수 없는 - 클레어 드니
- 아델의 삶-1&2 - 압델라티프 케시시
- 까미유 끌로델 - 브루노 뒤몽
- 엘 무도 - 다니엘 베가 외 1명
- 가르 드 노르 - 클레어 사이먼
- 일로 일로 - 안소니 첸
- 인 더 네임 오브 - 마우고시카 슈모프스카
- 질투 - 필립 가렐
- 마이클 콜라스 - 아르노 데 팔리에르
- 두 의사와 아가씨 - 악셀 로페르
- 마더, 아이 러브 유 - 야니스 노드스
- 온리 갓 포기브스 - 니콜라스 윈딩 레픈
- 숏텀 12 - 데스틴 크리튼
- 더 어메이징 캣 피쉬 - 클라우디아 세인트-루스
- 더 배틀 오브 타바토 - 호아오 비안나
- 르 데만텔레먼트 - 세바스티앙 필로트
- 지난 날 - 아쉬가르 파라디
- 화장실 블루스 - 디르마완 하타
- 부카레스트에 땅거미가 지면 - 코르넬리우 포룸보이우
- 영 앤 뷰티풀 - 프랑소와 오종

### 인디안 파노라마: 장편영화
- 101 퀘스쳔스 - 싯다르타 시바
- 아자나 바타스 - 안잔 다스
- 아푸'즈 송 - 카우시크 간굴리
- 아티스트 - 시야마프라사드
- ASTU - 서미트라 바브 외 1명
- 바가 비치 - 락스미칸트 셰트가온카르
- 달려라 밀카 달려 - 라케이시 옴프라카시 메흐라
- 바라트 스토리즈 - P. 쉬샤드리
- 셀룰로이드 - 카말
- 팬드리 - 나그라지 만줄
- 물 - 기리시 말릭
- 칸야카 토키즈 - K.R 마노
- 코: 야드 - 마누 보라
- KUNJANANTHANTE KADA - 살림 아메드
- 리슨 아마야 - 애비나쉬 쿠마 싱
- MEGHE DHAKA TARA - KAMALESHWAR MUKHERJEE
- OMG 오 마이 갓! - 우메쉬 수클라
- 판 싱 토마르 - 티그만슈 듀리아
- PHORING - INDRANIL ROYCHOWDHURY
- SALA BUDHA - SABYASACHI MOHAPATRA
- 사티안웨쉬 - 리투파르노 고쉬
- 쉽 오브 테세우스 - 아난드 간디
- SHUTTER - JOY MATHEW
- 편지 - 락스만 우테카르
- THANGAMEENGAL - RAM
- 더 커핀 메이커 - 비나 박시

### 인디안 파노라마: 단편영화
- 23 WINTERS - RAJESH S. JALA
- A DREAM CALLED AMERICA - ANOOP SATHYAN
- BEHIND THE MIST - BABU KAMBRATH
- BY-LANE 2 - UTPAL DATTA
- KANCHE AUR POSTCARD - RIDHAM JANVE
- LIGHTS ON ADOOR GOPALAKRISHNAN - PRASANNA RAMASWAMY
- 마카라 - PRANTIK NARAYAN BASU
- MANIPURI PONY - 에어밤 샤임 샤르마
- PAHADA - NIRANJAN KUMAR KUJUR
- Rangbhoomi - KAMAL SWAROOP
- RESONANCE OF MOTHER'S MELODY - DIP BHUYAN
- SAMA-MUSLIM MYSTIC MUSIC OF INDIA - SHAZIA KHAN
- THE DONKEYFAIR - RAKESH SHUKLA
- V. BABASAHEB LIFE IN FULL OPEN - AVINASH DESHPANDE
- 비샤파르밤 - 비핀 비자이
- SHEPHERDS OF PARADISE - RAJA SHABIR KHAN

### 다큐멘터리
- 어 월드 낫 아워스 - 마디 플레이펠
- 캐네디언 솔져 시크 - 데이비드 R.그레이
- 키메라 - 미카 마틸라
- 더 프론티어 간디 - T.C. 맥루한
- 길티 언틸 프로븐 이노센트 - 가비 안드라오스
- 마나카마나 - 스테파니 스프레이 외 1명
- 액트 오브 킬링 - 조슈아 오펜하이머
- 마지막 부당한 자 - 클로드 란즈만
- 위 케임 홈 - 아리아나 델러워리

### 마스터스트로크
- 천주정 - 지아장커
- 닫힌 커튼 - 자파르 파나히 외 1명
- 그리그리 - 마하마트 살레 하룬
- 한나 아렌트 - 마가레테 폰 트로타
- 다시, 뜨겁게 사랑하라! - 수잔 비에르
- 노르테: 역사의 종말 - 라브 디아스
- 케도르세 - 베르트랑 타베르니에
- 떠돌이 개 - 차이밍량
- 현실의 춤 - 알레한드로 조도로프스키
- 그레이트 뷰티 - 파올로 소렌티노
- 더 룩 오브 러브 - 마이클 윈터바텀
- 잃어버린 사진 - 리티 판
- 짚의 방패 - 미이케 다카시
- 1945년의 시대정신 - 켄 로치
- 바웬사, 희망의 인간 - 안제이 바이다

### 회고전
- 외로운 여인 - 아그네츠카 홀란드
- 버닝 부시 - 아그네츠카 홀란드
- 유로파 유로파 - 아그네츠카 홀란드
- 피버 - 아그네츠카 홀란드
- 프로빈셜 액터스 - 아그네츠카 홀란드
- 토탈 이클립스 - 아그네츠카 홀란드

### Greek Vignettes
- J.A.C.E. - 메넬라오스 카라마기올리스
- 마르조람 - 올가 맬리
- 셉템버 - 페니 파나요토풀루
- 더 도터 - 타노스 안나스토폴로스
- 더 이터널 리턴 오브 안토니스 파라스케바스 - 엘리나 프시코
- 더 트리 앤드 더 스윙 - 마리아 도우자
- 물오리 - 야니스 사카리디스

### 스페셜 트리뷰트
- Woh Kaun Thi - Raj Khosla
- Upkar - Manaj Kumar
- Roti Kapda Aur Kakaan - Manoj Kumar
- Bagh Bahadur - Buddhadeb Dasgupta
- Kaalpurush - Buddhadeb Dasgupta
- Uttara - Buddhadeb Dasgupta
- Neecha Nagar - Chetan Anand
- Awaara - Raj Kapoor
- Do Boond Pani - Khwaja Ahmad Abbas

### 하미지
- JANJEER - MANNA DEY
- 아푸 제1부 - 길의 노래 - 사티야지트 레이
- 사랑의 춤 - 샤르다 라마나산
- ENGA VEETU PILLAI - Tapi Chanakya
- AYAL - Suresh Unnithan
- CID - Raj Khosla
- CHOKHER BALI - 리투파르노 고쉬
- TARPAN - K. Bikram Singh
- EK PAL - Kalpana Lajmi
- MAGUNIRA SHAGAD - Prafulla Mohanty
- PUSHPAKA VIMANA - 스리니마사 라오 싱이탐
- BETTADA HOOVU - N. Lakshminarayan
- 의식 - 오시마 나기사
- 녹색의자 2013 - 러브 컨셉츄얼리 - 박철수
- 셰익스피어 왈라 - 제임스 아이버리
- 안드레이 류블로프 - 안드레이 타르코프스키

### 스튜던츠 패키지
- A very, very Bright day - Cyrille Larrieu
- Dhol Ganwar Pashu Aru Nari - Abhinav Gupta
- Mukhabir - Manoj Kumar Nitharwal
- Reeti - Heer Ganjwala
- Virag - Archana Menon
- Count On Us - Aditi Choudhuri
- My Life Lucky - Bobleen Kour
- Retake - Hunar Katoch
- Stargazers - Ashutosh Thakur 외 4명
- The Obituary Writer - Aamir Hasan Khan 외 2명
- Dry Flower Bud - Niranjan Kumar Kujur
- Ustad Abdul Rashid Khan - Mithila Hegde
- Je Raate - Prajna Dutta
- Kanyka - Christo Tommy
- Ninda Cando - Amaresh Chakrabarti
- Mokama Fast Passenger - Subhadro Chowdhury
- India India - Velavan
- Azhvarkadiyan - Yuvaraja
- Kozhanji - Dharmaraj
- Irukumizhgal - Mathi Krishnan

### 노스-이스트 시네마
- MATAMGI MANIPUR - DEB KUMAR BOSE
- RUPKONWAR JYOTIPRASAD ARU JOYMOTI - BHUPEN HAZARIKA
- AGNISNAAN - DR BHABENDRANATH SAIKIA
- PAPORI - 자누 바루아
- WOSOBIPO - GAUTAM BORA
- 더 추즈 원 - 에어밤 샤임 샤르마
- HAGRAMAYAO JINAHARI - JWNGDAO BODOSA
- BAIBHAV - MANJU BORAH
- PANOI JONGKI - DILIP DOLEY
- AIDEU - ARUP MANNA
- SONAM - AHSAN MUZID
- THE FIRST LEAP - HAOBAM PABAN KUMAR
- YARWNG - JOSEPH PULINTHANATH SDB
- GOING THE DISTANCE - TIAINLA JAMIR
- SONGS OF MASHANGVA - OINAM DOREM
- KHWALUNG RUN - MAPUIA CHAWNGTHU
- KATHAA - PRASHANT RASAILY
- KA LAD - GAUTAM SYIEM DONDOR E. LYNGDOH

### 뮤지컬 져니 오브 인디안 시네마
- Street Singer - Phani Majvmdar
- Sant Dnyaneshawar - Vishnupant Govind Damle 외 1명
- Tansen - Jayant Desai
- Meera - Ellis Dungon 외 1명
- Anmol Ghadi - Mehboob Khan
- Mahal - Kamai Amrohi
- Mirza Ghalib - Sohrab Modi
- Devdas - Bimal Ray
- Saptapadi - Ajoy Kar
- Ganga Maiya Tohe Piyari Chadhaibo - Kundan Kumar
- Kashmir Ki Kali - Shaki Samanta
- Guide - Vijay Anand
- Abhimaan - Hrishikesh Mukherjee
- Chameli Memsaab - Abdul Majid
- Shankarabharanam - K. Viswanath
- Umrao Jaan - Muzaffar Ali
- Saagara Sangamam - Kasinadhuni Viswanath
- Sindhubhairavi - K. Balachander
- Madhavacharya - G.V. lyer
- Sargam - T. Hariharan
- Sardari Begum - Shyam Benegal
- Dil Se - Mani Ratnam
- Kandukondain Kandukondain - Rajiv Menon
- Warish Shah: Ishq Da Waris - Manoj Punj
- Kabhi Alvida Na Kehna - Karan Johar
- Ranjana Ami Ar Ashbo Na - Anjan Dutt
- Samhita - Sumitra Bhave 외 1명
- Raanjhanaa - Anand L. Rai

### 인크레더블 인디아 온 스크린
- Taxi Driver - Cheton Anand
- Chaudhvin Ka Chand - Mohammed Sadiq
- Kashmir Ki Kali - Shakti Samanta
- Kaliyattam - Jayaraaj
- Hum Dil De Chuke Sanam - Sanjay Leela Bhansali
- Jodha akbar - Ashutosh Gowariker
- Delhi 6 - Rakeysh Omprakash Mehra
- Raavanan - Mani Ratnam

### SATYAJIT RAY CLASSICS
- Charulata - Satyajit Ray
- Mahapurush - Satyajit Ray
- Kapurush - Satyajit Ray
- Nayak - Satyajit Ray
- Joi Baba Felunath - Satyajit Ray

### 스페셜 하미지: PRAN
- Madhumati - Bimal Ray
- Jis Desh Mein Ganga Behti Hai - Raj Kapoor
- Zanjeer - Prokash Mehro